# Tachina testacea
Tachina testacea är en tvåvingeart som först beskrevs av Robineau-desvoidy 1830.  Tachina testacea ingår i släktet Tachina och familjen parasitflugor.
Artens utbredningsområde är Frankrike. Inga underarter finns listade i Catalogue of Life.